# 孙少平
孙少平是路遥小说及同名电视剧《平凡的世界》中的男主人公。他是一個平凡的農家子弟，他希望能走出農村的生活，進入城市，尋求自己的理想新世界。整部小說便以他奮鬥努力的過程為主軸。

## 感情经历
初恋女友为具有地主成分的郝红梅，郝红梅因为顾虑少平的家庭条件和自己的地主出身而移情于干部家庭的班长顾养民。
后来爱上了孙少平的同学、田福军的女儿（润叶的堂妹）田晓霞，田晓霞在危险区域采访的时候，为救一个女孩溺水死亡。少平在报纸上读到噩耗，非常悲痛。

## 生活经历
出生在贫困的山区家庭，家里举全家之力供孙少平去县里的中学读书，在那里邂逅了郝红梅，也遇到了他的挚爱田晓霞。上完中学后开始出去揽货，给舅舅村的村主任建窑洞得到村主任的赏识并有意将自家女儿嫁给孙少平，但自家女儿不同意。由于村主任已经将孙少平的户口迁到了黄原，为了弥补自己对孙少平的愧疚，随在田晓霞的配合下将孙少平安排到山区煤矿当工人。孙少平在煤矿遇到了王世才一家，王世才帮孙少平在煤矿立住了脚。期间他的女朋友田晓霞多次来煤矿探望他，但在一次洪灾采访中，为了救小女孩而牺牲，孙少平得知后非常悲痛，于是全身心的投入到了煤矿生产中。俗话说福无双至祸不单行，王世才也在煤矿事故中遇难，他的老婆惠英才得以进入煤矿工作。王世才去世后，孙少平担任了班长的职责，并照顾惠英和王世才的孩子明明。元旦下井的时候，为了救喝醉了反应很慢的工人，孙少平被落石击中眼睛，被送到了省医院。在省医院，金波的妹妹金秀和他的妹妹孙兰香一起照顾他，金秀还向孙少平表达了爱意，但孙少平觉得自己这么丑陋（脸上留下了伤疤）配不上城市，遂又回到了煤矿。